# Harald Duschek
Harald Duschek (* 5. Mai 1956 in Thale) ist ein ehemaliger deutscher Skispringer, der seine größten Erfolge für die DDR Ende der 1970er-Jahre erzielte.

## Werdegang
Duschek startete für den SC Motor Zella-Mehlis. Mehrfach holte er DDR-Meistertitel. 1977, 1978 und 1980 gewann er von der Normalschanze Gold, 1981 Silber. Auf der Großschanze holte Duschek den DDR-Meistertitel 1979. Mit der Mannschaft des SC Motor Zella-Mehlis, der neben ihm selbst noch Rainer Schmidt, Bernd Eckstein und J. Eckstein angehörten, belegte er den dritten Platz im Mannschaftsspringen bei den DDR-Meisterschaften 1976.
Bei den 32. Nordischen Skiweltmeisterschaften in Lahti gewann Duschek zusammen mit Jochen Danneberg, Henry Glaß und Matthias Buse das Teamspringen, das erstmals bei diesen Weltmeisterschaften noch als Demonstrationswettbewerb, ohne Medaillenvergabe ausgetragen wurde. Seinen größten Erfolg erzielte er am 12. März 1978 mit dem ersten Platz auf dem legendären Holmenkollbakken in Oslo.
Bei den Olympischen Winterspielen 1980 gehörte Harald Duschek zur DDR-Mannschaft. Er kam nur im Wettkampf auf der Großschanze zum Einsatz und belegte den 33. Platz.
Von 1979 bis 1980 hielt er auf der Aschbergschanze in Klingenthal den Schanzenrekord.

## Statistik

### Weltcup-Platzierungen
| Saison  | Platz | Punkte |
| ------- | ----- | ------ |
| 1979/80 | 38.   | 23     |
| 1980/81 | 83.   | 01     |
| 1981/82 | 48.   | 08     |

### Schanzenrekorde
| Schanze (K-Punkt)      | Ort         | Land        | Weite   | aufgestellt am | Rekord bis |
| ---------------------- | ----------- | ----------- | ------- | -------------- | ---------- |
| Aschbergschanze (K102) | Klingenthal | Deutschland | 104,0 m | 1979           | 1980       |

## Privates
Harald Duschek ist mit der erfolgreichen Skispringerin Kim Amy Duschek verwandt.